# Tahiriden
De Tahiriden (Perzisch: سلسله طاهریان) vormden in de 9e eeuw een dynastie van gouverneurs over de Arabische provincie Khorasan (tegenwoordig het oosten van Iran en omliggende streken). Ze waren in naam ondergeschikt aan de Abbasiden in Baghdad, maar regeerden Khorasan vrijwel onafhankelijk van de kalief.

## Gouverneurs van Khorasan
De stichter van de dynastie was Tahir ibn Husain, een generaal van kalief al-Ma'mun. Zijn voorouders dienden de Abbasiden als gouverneurs in kleine delen van oostelijk Khorasan. Vanwege zijn hulp bij het verslaan van tegenkalief al-Amin benoemde al-Ma'mun hem in 821 tot gouverneur van Khorasan. Tahir ibn Husain stierf echter een jaar later, waarop de kalief zijn zoon Talha ibn Tahir (822 - 828) tot gouverneur benoemde. Een andere zoon, Abdullah, werd tot wāli van Egypte en het Arabisch Schiereiland benoemd. Toen Talha in 828 stierf, werd Abdullah ook gouverneur van Khorasan.
Abdullah ibn Tahirs regering was een periode van voorspoed en hij genoot grote populariteit onder de bevolking. Toen hij in 845 stierf werd hij opgevolgd door zijn zoon Tahir II. Er is weinig bekend over Tahir II's regering, maar duidelijk is dat in deze periode rebellen zich meester maakten van de Sistan. De zoon van Tahir II, Muhammad ibn Tahir, was een zwakke heerser. Tijdens zijn regering verloor de dynastie verder aan invloed. De burgers van Tabaristan kwamen in opstand en verklaarden de onafhankelijke heerser Hasan ibn Zaid (Alavidendynastie) tot hun heerser.
In Khorasan zelf volgde een opstand geleid door de krijgsheer Ya'qub-i Laith Saffari. In 873 werd Nishapur veroverd en Muhammad ibn Tahir afgezet, waarmee een einde kwam aan de macht van de Tahiriden. Saffari werd de stichter van de Saffaridendynastie, die onafhankelijk van de Abbasiden-kalief was.

## Gouverneurs van Baghdad
Een andere tak van de familie fungeerde in dezelfde periode als militair gezagvoerder over Baghdad. In 820 was Tahir ibn Husain benoemd in deze functie, maar toen hij het jaar daarop in Khorasan benoemd werd ging de functie over op een ver familielid, Ishaq ibn Ibrahim. Deze overzag de mihna (islamitische inquisitie). In dezelfde tijd verhuisde het Abbasidenhof van Baghdad naar Samarra, de nieuw gebouwde hoofdstad. Toen Ishaq ibn Ibrahim in 849 stierf werd hij eerst opgevolgd door twee van zijn zonen; daarna door Muhammad ibn Abdullah, een kleinzoon van Tahir ibn Husain.
Muhammad ibn Abdullah speelde als gouverneur van Baghdad een beslissende rol tijdens de burgeroorlog van 865-866, waarbij al-Mu'tazz tegen kalief al-Musta'in in opstand kwam. Hij leidde eerst de verdediging van Baghdad in 865, toen al-Mu'tazz de stad belegerde. In het daaropvolgende jaar dwong hij al-Musta'in af te treden. In ruil voor zijn erkenning van de nieuwe kalief mocht hij zijn functie als gouverneur van Baghdad behouden. Gedurende de laatste jaren van zijn leven had hij te maken met gewelddadige volksoproeren in Baghdad. Deze hielden aan nadat hij werd opgevolgd door zijn broers Ubaidallah en Sulaiman. Het oproer werd uiteindelijk neergeslagen en de Tahiriden bleven tot 891 gouverneurs van Baghdad, toen Badr al-Mu'tadidi in hun plaats werd benoemd. De politieke rol van de familie was daarmee voorgoed uitgespeeld.
Achaemeniden (550 vchr-330 vchr) · Arsaciden (247 vchr-224 nchr) · Sassaniden (224-661) · Samaniden (819-999) · Tahiriden (821–873) · Saffariden (861–1002) · Il-kanaat (1256–1335) · Safawieden (1501–1736) · Afshariden (1736–1796) · Zand (1750–1794) · Kadjaren (1796–1925) · Pahlavi (1925–1979)